# ام‌وی ماتانسکا
ام‌وی ماتانسکا (به انگلیسی: MV Matanuska) یک کشتی است که طول آن ۴۰۸ فوت (۱۲۴ متر) می‌باشد. این کشتی در سال ۱۹۶۳ ساخته شد.